# Травемюнде
Травемюнде (нім. Travemünde, Німецька: [tʁaːvəˈmʏndə] ( прослухати)) — район німецького міста Любек, розташований в гирлі річки Траве в Любецькій затоці. Заснована як фортеця, Генріхом Левом, герцогом Саксонії, у 12 столітті для охорони гирла Траве, а згодом данці зміцнили її. У 1317 році він став містом, а в 1329 році перейшов у володіння вільного міста Любек, якому з тих пір належить. Його укріплення були зруйновані в 1807 році.